# Egypten ved sommer-OL 2020
Egypten deltog under Sommer-OL 2020 i Tokyo, som blev afviklet i perioden 23. juli til 8. august 2021.

## Medaljer
| 2020 Tokyo | Guld | Sølv | Bronze | Total |
| Egypten    | 1    | 1    | 4      | 6     |

### Medaljevinderne
| Egypten under sommer-OL 2020 i Tokyo | Egypten under sommer-OL 2020 i Tokyo | Egypten under sommer-OL 2020 i Tokyo | Egypten under sommer-OL 2020 i Tokyo | Egypten under sommer-OL 2020 i Tokyo |
| Medalje                              | Navn                                 | Sport                                | Event                                | Dato                                 |
| ------------------------------------ | ------------------------------------ | ------------------------------------ | ------------------------------------ | ------------------------------------ |
| Guld                                 | Feryal Abdelaziz                     | Karate                               | Women's +61 kg                       | 7. august                            |
| Sølv                                 | Ahmed Elgendy                        | Moderne femkamp                      | Herrerenes indiviuel                 | 7. august                            |
| Bronze                               | Hedaya Malak                         | Taekwondo                            | Damernes 67 kg                       | 26. juli                             |
| Bronze                               | Seif Eissa                           | Taekwondo                            | Herrernes 80 kg                      | 26. juli                             |
| Bronze                               | Mohamed Ibrahim El-Sayed             | Brydning                             | Mændenes 67 kg græsk-romersk stil    | 4. august                            |
| Bronze                               | Giana Farouk                         | Karate                               | Women's 61 kg                        | 6. august                            |